# Čađa
Čađa (E152) je amorfni ugljikov prah, koji nastaje nepotpunim izgaranjem ili toplinskim (termičkim) raspadom organskih tvari na visokoj temperaturi, a sastoji se od kuglastih čestica promjera od 10 do 80 nanometara. Čađa je važan industrijski proizvod. Kao sirovina služe ugljikovodici s velikim udjelom ugljika, kojih ima u naftnim proizvodima, prirodnom plinu i katranu. Proces se odvija u reaktorima na temperaturi od 1 100 do 1 600 °C, uz turbulentno strujanje sirovine i dodavanje zraka. Kemijska reakcija traje do nekoliko sekundi i prekida se hlađenjem (uštrcavanjem vode). Čestice čađe izdvajaju se s pomoću vrećastih filtara, a zbog male gustoće proizvod se ugušćuje granuliranjem. Osim ugljika, proizvedena čađa sadrži i male udjele kisika, vodika i sumpora, već prema uvjetima proizvodnoga procesa. Primjenjuje se kao ojačavajuće sredstvo u proizvodnji gume (70% svih primjena), ponajprije za automobilsku industriju (pneumatici), a manji se dio upotrebljava kao crni pigment u industriji boja, lakova, plastike i drugo. Godišnja svjetska proizvodnja čađe iznosi više od 6 milijuna tona. U Hrvatskoj čađu proizvodi Petrokemija d. d. iz Kutine (do 36 000 tona godišnje).

## Čađa kao crni pigment
Među crnim pigmentima čađa je svakako najvažnija i najviše se upotrebljava. Poznato je da se najviše čađe (više od 90%) troši u industriji guma (pneumatika). Međutim, od ukupno proizvedenih količina čađe oko 6% se upotrebljava u svojstvu pigmenata koji služi za optičke svrhe, to jest kao tvar kojom se postiže crna boja. U tom smislu najviše se pigmentne čađe troši u proizvodnji polimernih materijala, lakova i tiskarskih boja, dok manje količine služe za bojenje cementa i betona, papira, tekstilnih proizvoda, kože, paste za cipele, obuće i tako dalje. 
Čađa koja se upotrebljava u proizvodnji polimernih materijala ne služi samo za davanje crne boje, već se dodaje i kao punilo radi poboljšanja mehaničkih svojstava, zatim za mijenjanje električnih svojstava i kao stabilizator za sprječavanje razgradnje polimernih materijala djelovanjem ultraljubičastog zračenja. Od čađe za pripravu crnih lakova i boja traži se u prvom redu veći sjaj i povećana stabilnost prema atmosferilijama, laka mogućnost dispergiranja i otpornost prema flokuliranju. Takve zahtjeve više od ostalih ispunjavaju plinske čađe. U tiskarstvu čađa je neizmjerno važna u pripravi tiskarskog crnila za tisak novina, časopisa i knjiga. Za novinski tisak služe čađa srednje veličine čestica, koje se daju relativno lako dispergirati, ali s još dovoljnom dubinom boje, dok se od čađe za ofsetni tisak i knjigotisak traži velika pokrivna moć. 
Čađa se općenito odlikuje izvanrednim svojstvima. Ona je svjetlostalna i postojana prema djelovanju atmosferilija, kiselina i lužina, netopiva u otapalima, postojana na temperaturama do 250 °C, a posjeduje izrazitu jakost i dubinu boje. Već prema sirovinama i prema načinu proizvodnje postoji mnogo vrsta čađe. Njihovu tehničku primjenu određuju uglavnom tri važna svojstva: srednja veličina čestica, udjel površinskih oksida i sekundarna struktura.